# Cass Lake (Minnesota)
Cass Lake es una ciudad ubicada en el condado de Cass, Minnesota, Estados Unidos. Según el censo de 2020, tiene una población de 675 habitantes.
Está localizada dentro de las fronteras de la Reserva India de Leach Lake. En la ciudad está localizada la autoridad de Gobierno central de la Tribu Minnesota Chipewa (Minnesota Chipewa Tribe, MCT) para seis reservas del pueblo nativo americano ojibwa. 

## Geografía
La ciudad está ubicada en las coordenadas 47°22′47″N 94°35′58″O / 47.37972, -94.59944 (47.379727, -94.599409). Según la Oficina del Censo de los Estados Unidos, Cass Lake tiene una superficie total de 2.82 km², correspondientes en su totalidad a tierra firme.

## Demografía
Según el censo de 2020, hay 675 personas residiendo en Cass Lake. La densidad de población es de 239 hab./km². El 19% son blancos, el 0.2% son afroamericanos, el 71.4% son amerindios, el 0.1% es asiático, el 0.4% son de otras razas y el 8.7% son de dos o más razas. Del total de la población, el 1.8% son hispanos o latinos de cualquier raza.